# Никколи, Никколо
Никколо́ Ни́кколи (итал. Niccolò Nìccoli, около 1365 — 3 февраля 1437) — флорентийский гуманист эпохи Раннего Возрождения, библиофил. Считается изобретателем рукописного курсива, положенного в основу печатного шрифта Альда Мануция. Пользуясь огромным авторитетом и популярностью у современников, практически не оставил следа в интеллектуальном наследии эпохи. По определению Л. М. Баткина, в культурно-историческом отношении он был своего рода «Сократом раннего флорентийского гуманизма».

## Биография

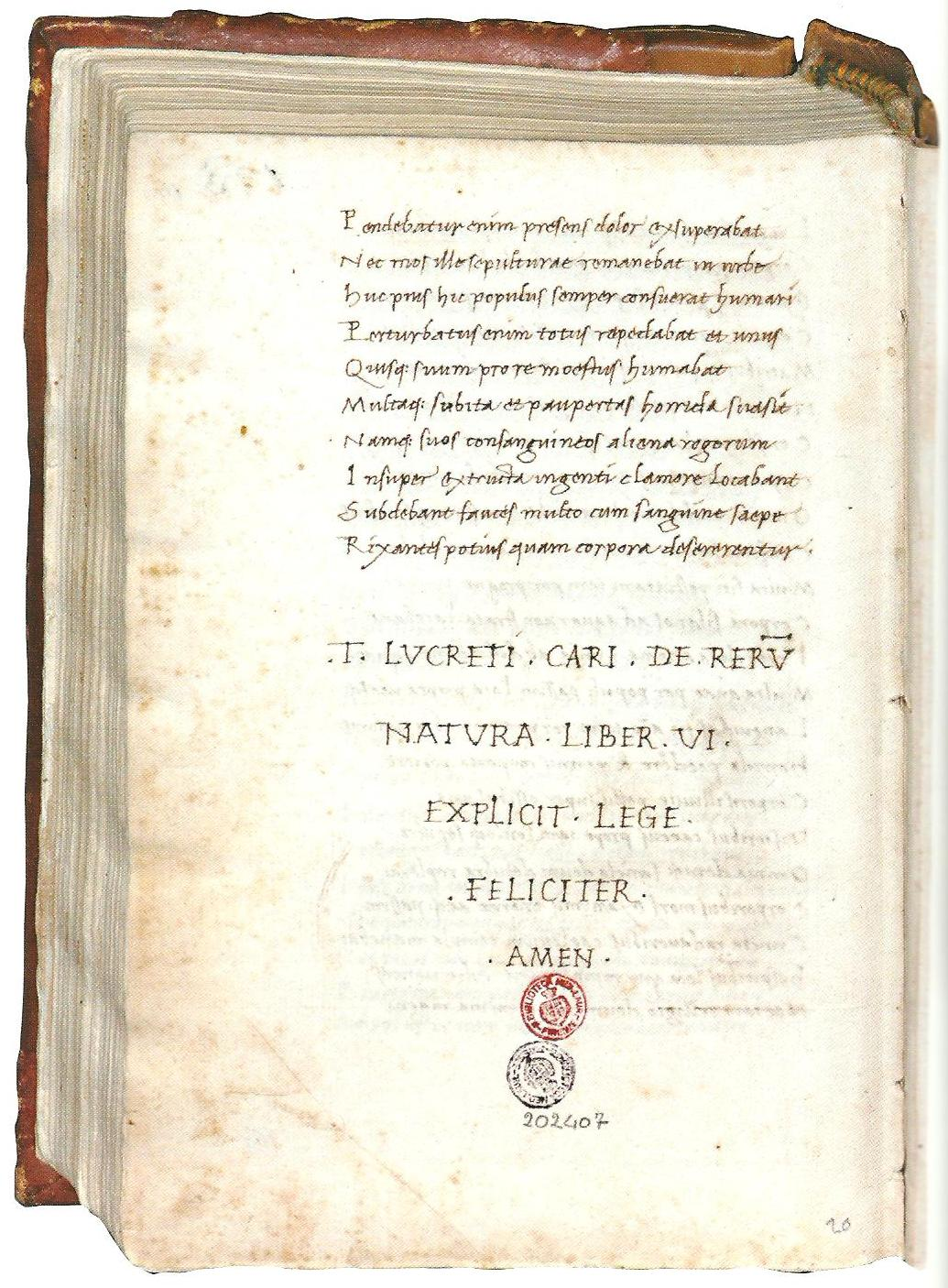
Рукопись поэмы «О природе вещей» Лукреция, каллиграфически переписанная Н. Никколи в 1417 году. Последняя страница и колофон. Флоренция, Библиотека Лауренциана

Никколо Никколи родился во Флоренции около 1365 года, что вычисляется из кадастровых данных 1430 года, где указан возраст — 65 лет. Первенец купца Бартоломео Никколи, который происходил из Пистойи; в семье было пятеро детей — все сыновья. Отец состоял в цехе шерстянщиков, из сыновей, кроме Никколо, прославился третий — Якопо, — который имел докторскую степень по праву и стал послом Флорентийской республики в Болонье и в Арагоне.
Сведений о его образовании не существует. Возможно, он обучался у Луиджи Марсилли, который в 1382 году переехал во Флоренцию из Парижа, и держал академию в том же квартале, где жили Никколи. Есть основание полагать, что он учился и у Салютати. Известно, что Н. Никколи изучал во Флоренции греческий язык около 1397 года, ранее он путешествовал по Италии и побывал в Падуе. В эти же годы он приобрёл страсть к античным рукописям и книжной учёности и начал собирать библиотеку, многие рукописи в которой переписывал сам. Он не испытывал материальных затруднений, будучи успешен в торговле. Впрочем, некоторые современники (Бистиччи), утверждали, что как только скончался отец, Никколи более не занимался торговлей.
Около 1400 года Никколо Никколи вошёл в состав кружка книжников, в котором состояли Поджо Браччолини, Якопо Анджело, Леонардо Бруни, Роберто Росси. Их постоянным занятием было изучение и комментирование античных классиков, поиски древних рукописей. (Ему принадлежала одна из важнейших рукописей Тацита — «Медицейская II», — которую он заполучил в 1427 году, вероятно, не вполне законным способом.) На средства Никколи были приглашены Джованни Ауриспа и Мануил Хрисолор, он приобрёл и каталогизировал библиотеку Боккаччо. Учеником Никколи был знаменитый географ Кристофоро Буондельмонти. Покровителем этого кружка, из которого впоследствии возникла Платоновская Академия, был Козимо Медичи. Его сравнивали с Августом, а Никколи — с Меценатом.
Большую часть жизни Н. Никколи провёл во Флоренции и только в 1424 году впервые посетил Рим, где был под впечатлением от древностей. Вторую поездку он совершил в 1426 году. Из-за эпидемии чумы 1430 года совершил поездку в Верону и Римини, а чуть позднее — в Венецию. Скончался в 1437 году и был погребён в церкви Санто-Спирито, но в 1471 году при пожаре его гробница была утрачена. По завещанию, его душеприказчиками были назначены 16 человек, в том числе Браччолини и Козимо Медичи. Его библиотека, в которой было 800 кодексов (в том числе 100 греческих) — самая большая во Флоренции — была завещана доминиканскому монастырю Сан-Марко.

## Личность
В отличие от своих друзей — Бруни и Браччолини — Никколи держался в стороне от магистрального направления духовных и политических исканий гуманистов, и, тратя огромные деньги на приобретение рукописей и спонсирование людей искусства, сам практически ничего не создал. От него остался незначительный трактат о латинской орфографии (на итальянском языке), переписка большей частью утрачена. По мнению Л. М. Баткина, «главное создание Никколи — собственная жизнь и личность».
Увлечение Н. Никколи античной культурой было столь велико, что он так и остался одиноким и никогда не женился, а также был готов поссориться с друзьями из-за малейших расхождений относительно древностей. Огромный резонанс имели его конфликты с Амброджо Траверсари, Франческо Фиелфо и Гуарино да Верона (последний — из-за трактата об орфографии).
По свидетельству Бастиано да Бистиччи, он обставил свой дом наподобие древнеримского, у него было огромное число мраморных и бронзовых скульптур. В повседневном обиходе он старался восстановить римскую древность во всей полноте: одевался в некое подобие тоги, говорил на языке Цицерона, а не на современном тосканском, свои трапезы обставлял до мелочей в античной манере. Бистиччи писал:

Было благородным удовольствием смотреть на него за столом, таким он был античным.
Никколо Никколи способствовал созданию особой атмосферы деятельности гуманистов, поэтому специальные произведения ему посвятили Леонардо Бруни и Лоренцо Валла. Согласно Бруни (диалог «К Петру Гистрию»), Никколи более всего напоминал «античного ритора, заброшенного к варварам». Там же описан характерный эпизод: страстный любитель классического латинского языка, Никколи отказывался читать Данте, Петрарку и Боккаччо (при том, что согласно Л. Баткину, «культ» Данте был характерен для всех поколений ренессанской интеллигенции). Причиной было нежелание «следовать мнениям толпы». Кроме того, Данте неверно истолковал одну из фраз Вергилия и изобразил Катона седобородым старцем, хотя тому на момент кончины было 42 года. Иными словами, для Н. Никколи Данте был недостаточно сведущ в латинском языке и античной истории, и потому недостоин звания образованного человека. У Петрарки Никколи хвалил его латинские творения и даже соглашался признать столь же изящными его сочинения «на народном языке». Однако в первой части диалога Никколи заявляет:

Я, клянусь Гераклом, отдал бы все ваши книжонки (то есть Данте, Петрарку и Боккаччо) за одно лишь письмо Цицерона, за одну лишь песнь Вергилия.
В диалоге «О наслаждении» Лоренцо Валлы Никколи выведен как весьма набожный католик, о том же писал в его биографии и Бистиччи. Это можно понять как попытку совместить две разные (и даже враждебные друг другу) истины, что вообще характерно для мировоззрения Ренессанса.